# De nieuwe ijstijd
Tom Poes en de nieuwe ijstijd of kortweg De nieuwe ijstijd is het 27ste verhaal uit de Bommelsaga, geschreven en getekend door Marten Toonder. Het verhaal verscheen voor het eerst op 10 september 1947 en liep tot 29 november 1947. Het thema is een poging tot exploitatie van de Noordpool door wetenschappelijke klimaatverandering.

## Samenvatting
Het is september, maar het wordt steeds kouder dan normaal is. Professor Sickbock blijkt er achter te zitten. Hij wil de poolkappen bewoonbaar maken, met als gevolg dat het elders gaat vriezen. Hij laat ook Tom Poes en Heer Bommel door de aarde reizen als proefkonijnen. Uiteindelijk is het gevaar geweken, maar Rommeldam staat nog wel onder water. In het volgende verhaal is ook dat opgelost.

## Bommelmusical
Ter gelegenheid van het Toonderjaar ging op 21 januari 2012 een nieuwe Bommelmusical in première in het oude Luxor Theater in Toonders geboortestad Rotterdam onder de titel 'De Nieuwe IJstijd'. Dit muzikale stripverhaal werd geproduceerd en uitgebracht door Opus One, het Amsterdamse theatergezelschap dat in 1998 haar 10-jarig jubileum vierde met De Trullenhoedster.